# Tevfik Akdamar
Tevfik Akdamar (Çeşme, 25 ottobre 1994) è un cestista turco.